# Hiraku Nakajima
Hiraku Nakajima (japanisch 中島 啓, Nakajima Hiraku; * 30. November 1962 in Tokio) ist ein japanischer Mathematiker, der sich mit Darstellungstheorie, mathematischer Physik, algebraischer Geometrie und Differentialgeometrie beschäftigt.
Nakajima studierte an der Universität Tokio, wo er 1985 seinen Bachelor und 1987 seinen Master machte. 1991 wurde er dort bei Takushiro Ochiai promoviert. 1992 war er Assistenzprofessor an der Universität Tōhoku, 1995 an der Universität Tokio und 1997 an der Universität Kyōto, wo er 2000 eine volle Professur erhielt. 1998/99 und 2007/08 war er am Institute for Advanced Study und 2002 am Center for Advanced Study in Oslo.
Nakajima studierte die Modulräume von Instantonen auf ALE-Räumen und fand Zusammenhänge mit der Darstellungstheorie affiner Kac-Moody-Algebren und Quantengruppen. Mit den von ihm eingeführten Quiver-Varietäten konstruierte er Darstellungsräume für Kac-Moody-Algebren. Außerdem konstruierte er Darstellungen der Heisenberg-Algebra in der direkten Summe der Homologiegruppen von Hilbert-Schemata von Punkten auf quasiprojektiven Flächen.
1997 erhielt er den Geometriepreis der Japanischen Mathematischen Gesellschaft und 2000 ihren angesehenen Frühlingspreis. 2003 erhielt er den Colepreis in Algebra. 2005 erhielt er den JSPS-Preis der japanischen Gesellschaft zur Förderung der Wissenschaften. 2002 war er Invited Speaker (Plenarvortrag) auf dem ICM in Peking (Geometric constructions of representations of affine algebras). 2016 erhielt er den Asahi-Preis.

## Schriften
- Lectures on Hilbert Schemes and Points on Surfaces. AMS.
- Quiver varieties and Kac-Moody algebras. Duke Mathematical Journal,  Bd. 91, 1998, S. 515–560.
- Quiver varieties and finite dimensional representations of quantum affine algebras. Journal of the AMS, Bd. 14, 2001, S. 145–238.
- Heisenberg algebra and Hilbert schemes of points on projective surfaces. Annals of Mathematics,  Bd. 145, 1997, S. 379–388.